# Barrio de la Villa (Onteniente)

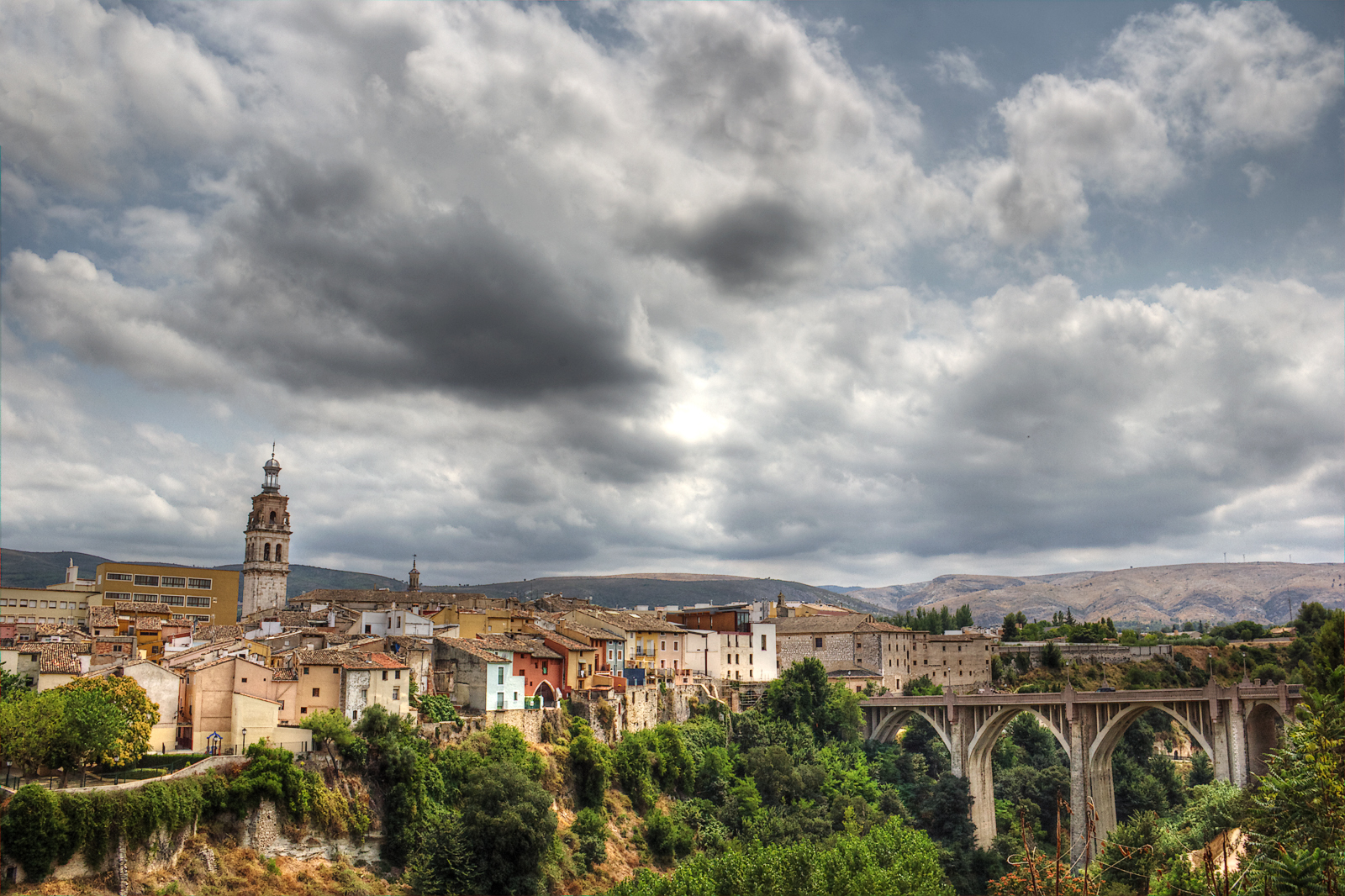

El barrio de la Vila de Onteniente, en la comarca del Valle de Albaida de la provincia de Valencia, es un Bien de interés cultural, con número de anotación ministerial: R-I-53-0000172, y fecha de anotación 24 de mayo de 1974. Dentro de este conjunto se inscribe la Parroquia de Santa María.

## Descripción histórico-artística

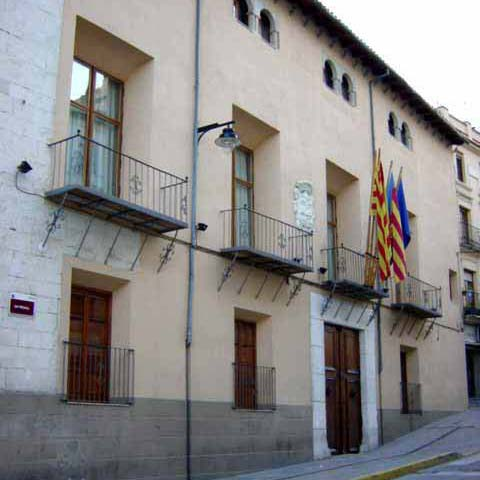
Ayuntamiento de Onteniente

Se conoce bajo la denominación de “Barrio de la Vila” al núcleo originario del municipio, que se encuentra situado en la zona alta del mismo. Su protección natural, dada la orografía del terreno, el río Clariano por un lado, y el barranco formado por la sierra de Agullent hacia Bocairente, por otro; junto con sus murallas y al hecho de ser ciudad fronteriza con el reino de Castilla, convirtieron "La Vila" en una verdadera fortaleza. Se tienen noticias de la existencia de fortificaciones, murallas y torreones, de época romana, pese a que de ellas no queda constancia actualmente. La invasión musulmana dio lugar a un período de prosperidad, que permitió la construcción y sucesiva ampliación de las murallas. En la actualidad, en toda la parte protegida por el río Clariano, se pueden ver restos de la muralla que sustentan huertos y casas antiguas. Incluso podemos encontrar restos de ventanas ojivales que pertenecen a las reformas efectuadas en la época medieval. La Vila mantiene su condición de conjunto autónomo y acotado, con contados accesos (que se caracterizan por rampas y escalinatas sinuosas para salvar el obstáculo geográfico-defensivo de la misma) desde el exterior. La urbanización se desarrolla condicionada por la topografía, que se ordena fundamentalmente por un eje longitudinal oeste-este, paralelo al río Clariano, enlazando las partes bajas con las altas. Se pueden distinguir dos tipos de casas, casas señoriales o burguesas (que se sitúan en los lugares altos de la Vila, próximas al Palacio y a la Parroquia de Santa María, y con alturas que van de una a tres plantas y terraza) y viviendas más populares (caracterizas por un dominio del macizo sobre el vano, lienzos revocados y encalados sin ornamentación, las cornisas y aleros varían con los desniveles; su altura es variable dominando la planta baja, piso principal y terraza). Todos los edificios se desarrollan en profundidad y albergan entrada y cocina en la planta baja, dormitorios en las intermedias y terraza en la superior. Respecto a las técnicas constructivas, la estructura es de muros de carga de mampostería, entramados de madera y cubierta de teja árabe. La carpintería es de época y la cerrajería de forja. También se pueden descubrir elementos aislados de piedra labrada como: portadas, esquinas y lienzos parciales.
Destaca la calle Mayor de la Vila o de la Trinidad, que presenta aspecto señorial; bajando costera abajo y a cada lado existen calles, callejuelas y callejones sin salida. La rehabilitación de los edificios, con fronteras pintadas de colores vivos, ha revitalizado los paisajes urbanos y ofrece sensaciones plenas de sugerencias. Pasado el puente de Santa María, se puede observar una sucesión de las casas colgadas sobre algunos de los restos de la muralla medieval, con el profundo lecho del río Clariano al fondo.
Del conjunto destacan una serie de edificios, de los cuales cabe resaltar la Iglesia Arciprestal de Santa María, situada en la plaza de la Iglesia. Es el único templo que hay en La Vila, fue declarado templo cristiano en 1299 bajo la advocación de Santa María. Y otros edificios como: el Palacio de la Duquesa de Almodóvar (siglos XV-XVIII); la Casa de Palà (siglos XVIII-XIX); la Casa Abadía (hacia 1800), entre otras casa nobles de los siglos XVIII y XIX; el ayuntamiento (siglo XVIII); el Portal del Ángel; el Juzgado (antigua capilla de la Purísima junto a la iglesia); el Puente viejo y las Murallas y Torreones defensivos.